# Desa Sukasetia (administrativ by i Indonesien, lat -7,25, long 108,21)
Desa Sukasetia är en administrativ by i Indonesien.   Den ligger i provinsen Jawa Barat, i den västra delen av landet, 190 km sydost om huvudstaden Jakarta.